# 下見板張

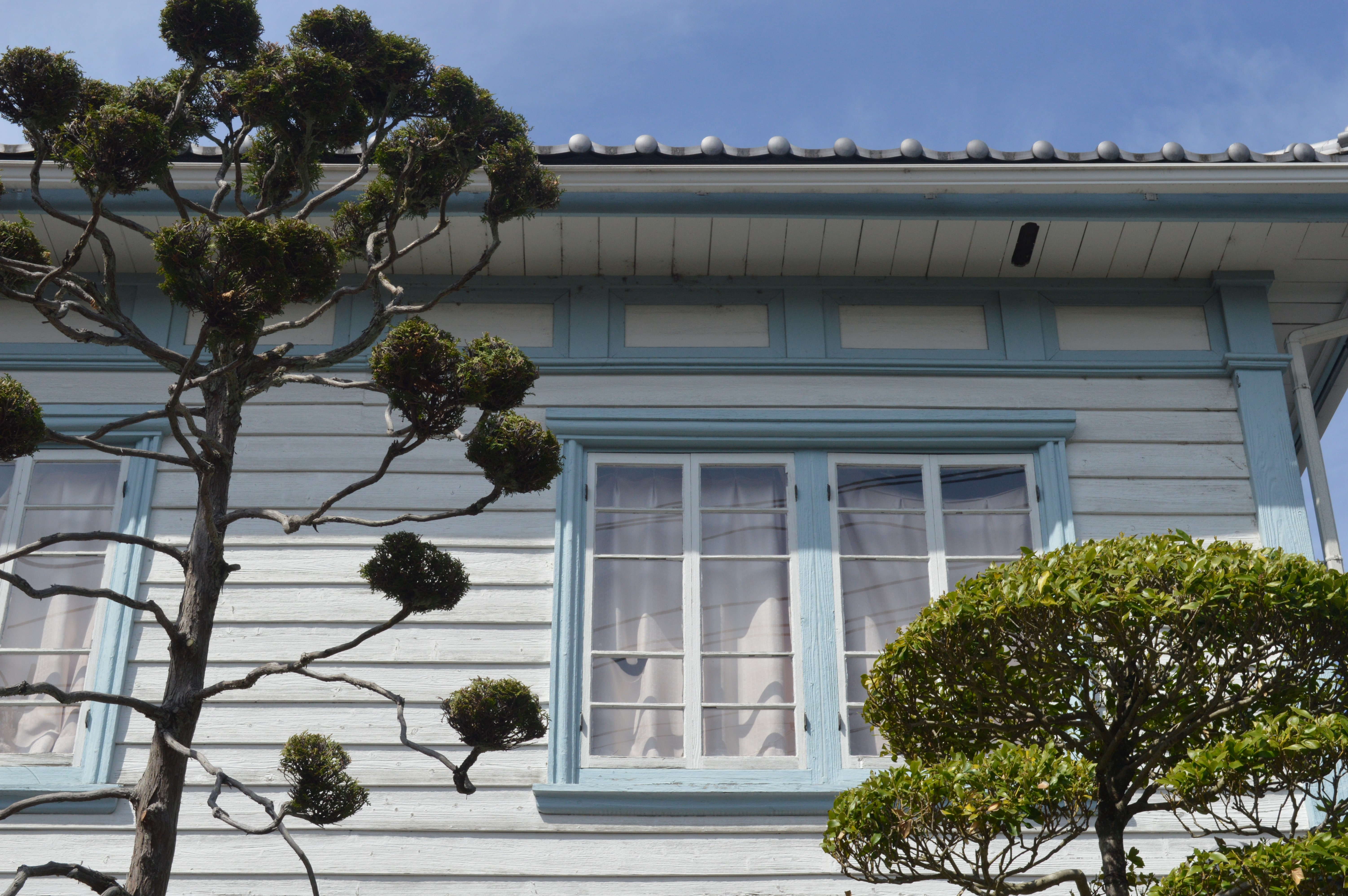
下見板張の外壁（埼玉県秩父市 旧岩田医院）

下見板張（したみいたばり）とは、横長の板を少しずつ重なるようにして張り合わせていく板張りの技法。鎧の大袖に似ていることから鎧張（よろいばり）とも呼ばれる。

## 説明
建物内に雨水や風が侵入することを防げるため、木造建築の外壁として使用されることが多い。縦方向に細長い木材を用いる場合は押縁下見板張（おしぶちしたみいたばり）といい、縦方向の木材のことを押縁という。板の上部と下部に刻みを入れてはめ込む場合はドイツ下見板張（ドイツしたみいたばり）といい、一般的な下見板張とは違って壁面が平面となる。ドイツ下見板張と対比させる場合、一般的な下見板張のことを南京下見板張という。

## 天守

松本城。外壁の白い部分が漆喰、黒い部分が下見板張。

戦国時代に漆喰の防火性や耐久性が認知されて技術が広まると、城壁の外壁の上部を漆喰として下部のみ下見板張にしたりすることが多かった。
松本城の天守の外壁は、上部には白壁が、雨を受けやすい下部には下見板が用いられている。現存する天守では、犬山城（愛知県犬山市）、彦根城（滋賀県彦根市）、松江城（島根県松江市）、丸岡城（福井県坂井市）、伊予松山城（愛媛県松山市）、丸亀城（香川県丸亀市）、備中松山城（岡山県高梁市）などにも下見板張が用いられている。江戸時代になると、下見板張と同様の役割を有していっそう耐久性の高い海鼠壁が普及した。